# Angraecum multinominatum
Angraecum multinominatum är en orkidéart som beskrevs av Alfred Barton Rendle. Angraecum multinominatum ingår i släktet Angraecum och familjen orkidéer. Inga underarter finns listade i Catalogue of Life.